# WBP2
WBP2‏ (WW domain-binding protein 2) هوَ بروتين يُشَفر بواسطة جين WBP2 في الإنسان.